# Argyrolobium

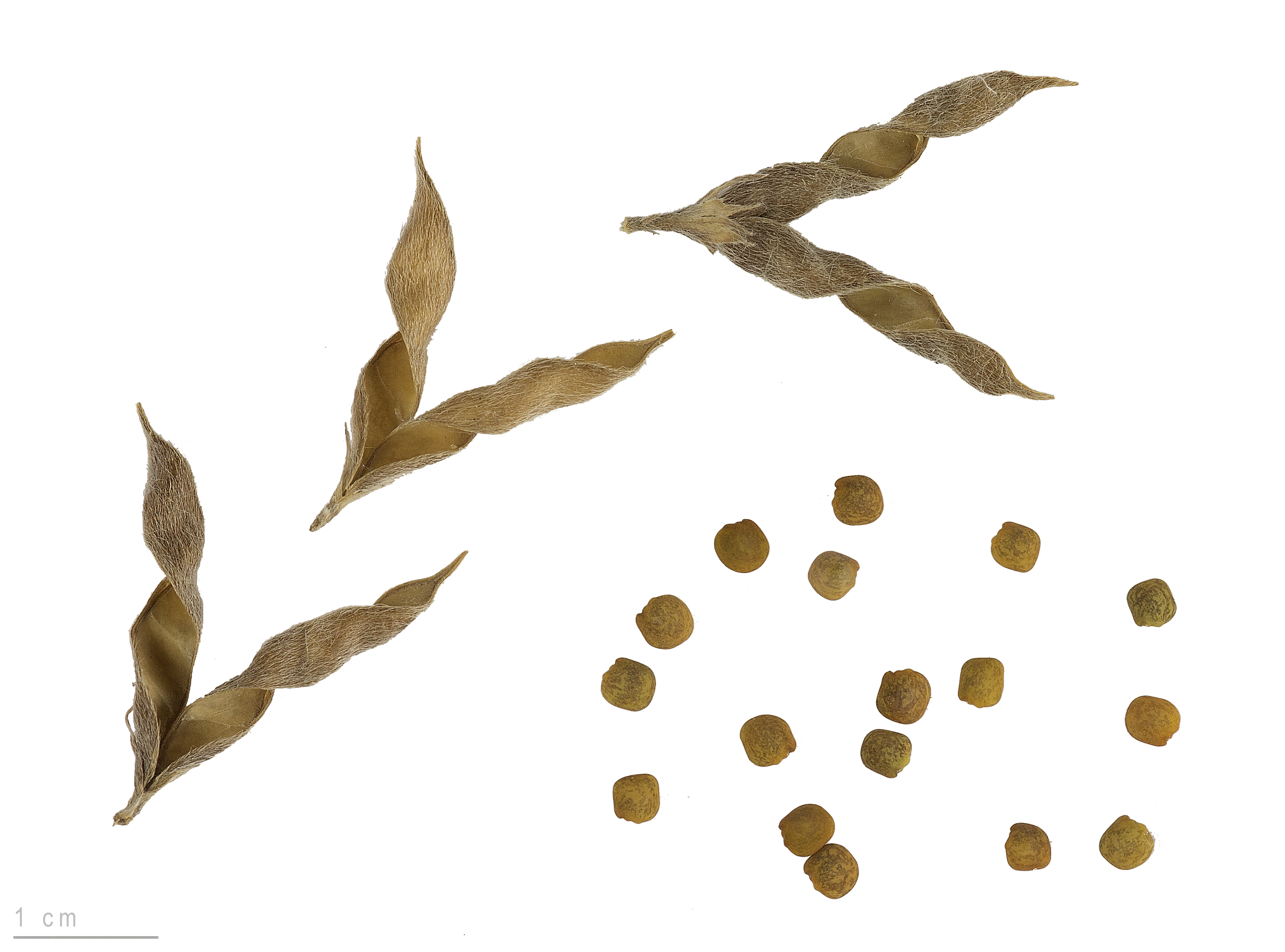
Frutti e semi di Argyrolobium zanonii

Argyrolobium Eckl. & Zeyh., 1836 è un genere di piante della famiglia delle Fabacee o Leguminose diffuso nel Vecchio Mondo.

## Etimologia
Il nome del genere deriva dal greco ἄργῠρος árgyros = argento e da λοβóς lobós = lobo, legume e fa riferimento ai riflessi argentei dei legumi del genere.

## Distribuzione e habitat
Circa metà delle specie di questo genere sono esclusive del Sudafrica. Molte altre sono limitate all'Africa meridionale e orientale (compreso il Madagascar). Il genere è rappresentato, oltre che in Africa, nell'Asia occidentale (fino all'India settentrionale e all'Uzbekistan) e in Europa meridionale.
In Italia è presente una sola specie, Argyrolobium zanonii.
La maggior parte delle specie popola territori aridi o semi-aridi.

## Tassonomia
Il genere Argyrolobium è inserito nella famiglia delle Fabacee o Leguminose, sottofamiglia delle Faboidee, tribù delle Genistee.
Comprende le seguenti specie:
- Argyrolobium aciculare Dümmer
- Argyrolobium aegacanthoides (Vved.) Moteetee
- Argyrolobium aequinoctiale Welw. ex Baker
- Argyrolobium amplexicaule (E.Mey.) Dümmer
- Argyrolobium angustissimum (E.Mey.) T.J.Edwards
- Argyrolobium arabicum (Decne.) Jaub. & Spach
- Argyrolobium argenteum (Jacq.) Eckl. & Zeyh.
- Argyrolobium armindae Marrero Rodr.
- Argyrolobium ascendens (E.Mey.) Walp.
- Argyrolobium baptisioides (E.Mey.) Walp.
- Argyrolobium barbatum (Meisn.) Walp.
- Argyrolobium barikotense Rech.f.
- Argyrolobium biebersteinii P.W.Ball
- Argyrolobium campicola Harms
- Argyrolobium candicans Eckl. & Zeyh.
- Argyrolobium catatii (Drake) A.G.Peltier
- Argyrolobium collinum Eckl. & Zeyh.
- Argyrolobium confertum Polhill
- Argyrolobium crassifolium (E.Mey.) Eckl. & Zeyh.
- Argyrolobium crinitum (E.Mey.) Walp.
- Argyrolobium crotalarioides Jaub. & Spach
- Argyrolobium dimidiatum Schinz
- Argyrolobium eylesii Baker f.
- Argyrolobium filifolia (Pers.) ined.
- Argyrolobium fischeri Taub.
- Argyrolobium flaccidum Jaub. & Spach
- Argyrolobium friesianum Harms
- Argyrolobium frutescens Burtt Davy
- Argyrolobium harmsianum  Schltr. ex Harms
- Argyrolobium harveyanum Oliv.
- Argyrolobium humile E.Phillips
- Argyrolobium incanum  Eckl. & Zeyh.
- Argyrolobium itremoense Du Puy & Labat
- Argyrolobium longifolium (Meisn.) Walp.
- Argyrolobium lotoides Harv.
- Argyrolobium lunare (L.) Druce
- Argyrolobium macrophyllum Harms
- Argyrolobium marginatum Bolus
- Argyrolobium megarhizum Bolus
- Argyrolobium microphyllum Ball
- Argyrolobium molle Eckl. & Zeyh.
- Argyrolobium mucilagineum Blatt.
- Argyrolobium muddii Dümmer
- Argyrolobium nigrescens Dümmer
- Argyrolobium pachyphyllum Schltr.
- Argyrolobium parviflorum T.J.Edwards
- Argyrolobium pauciflorum Eckl. & Zeyh.
- Argyrolobium pedunculare Benth.
- Argyrolobium petiolare (E.Mey.) Steud.
- Argyrolobium polyphyllum Eckl. & Zeyh.
- Argyrolobium prilipkoanum Grossh.
- Argyrolobium pseudotuberosum T.J.Edwards
- Argyrolobium pulvinatum Rech.f.
- Argyrolobium pumilum Eckl. & Zeyh.
- Argyrolobium purpurascens Blatt.
- Argyrolobium ramosissimum Baker
- Argyrolobium rarum Dümmer
- Argyrolobium robustum T.J.Edwards
- Argyrolobium roseum (Cambess.) Jaub. & Spach
- Argyrolobium rotundifolium T.J.Edwards
- Argyrolobium rupestre (E.Mey.) Walp.
- Argyrolobium saharae Pomel
- Argyrolobium schimperianum Hochst.
- Argyrolobium sericosemium Harms
- Argyrolobium speciosum Eckl. & Zeyh.
- Argyrolobium splendens (Meisn.) Walp.
- Argyrolobium stenophyllum Boiss.
- Argyrolobium stipulaceum Eckl. & Zeyh.
- Argyrolobium stolzii Harms
- Argyrolobium strigosum Blatt.
- Argyrolobium tomentosum (Andrews) Druce
- Argyrolobium tortum Suess.
- Argyrolobium transvaalense Schinz
- Argyrolobium trifoliatum (Thunb.) Druce
- Argyrolobium tuberosum Eckl. & Zeyh.
- Argyrolobium uniflorum (Decne.) Jaub. & Spach
- Argyrolobium vaginiferum Harms
- Argyrolobium velutinum Eckl. & Zeyh.
- Argyrolobium wilmsii Harms
- Argyrolobium zanonii (Turra) P.W.Ball